# Check Point
Check Point Software Technologies Ltd. (NASDAQ: CHKP) — израильская компания, работающая в сфере IT-безопасности. Разрабатывает программные и аппаратные системы, включая межсетевые экраны и средства организации виртуальных частных сетей.
По данным на конец 2021 года — 6 000 работников по всему миру.
Все компании из списка Fortune 100 и 98 % из Fortune 500 используют продукцию CheckPoint.
Центры разработки компании находятся в Калифорнии (ZoneAlarm), Швеции (бывший центр «Protect Data») и Беларуси. Главные офисы компании расположены в Израиле (Тель Авив) и в США (Сан-Карлос, Калифорния).

## Продукция
- Шлюзы безопасности: Power-1, UTM-1, VSX-1, Connectra, Safe@Office, межсетевые экраны (как отдельное ПО), IPS, серверы IPSEC VPN.
- Защита конечных компьютеров: Check Point Endpoint (потомок продукта Integrity — брандмауэр/антивирус/анти-spyware/шифрование/NAC/VPN).
- Менеджмент безопасности: Security Managment, включая системы мониторинга (например SmartView Tracker).

## Технологии
Компания позиционирует себя как разработчик собственной архитектуры управления/взаимодействия — SMART (Security Managment Architecture). На основании этой концепции в конечном итоге была создана операционная система Gaia, путём объединения операционных систем IPSO (Nokia) и SPLAT (ранняя разработка Check Point на базе Unix-подобных систем). В данном программном обеспечении реализован ряд технологий, связанных с безопасностью обмена данными (например, пакетная фильтрация, IPS), а также проприетарная Stateful Inspection основной задачей которой является контроль конкретных соединений в реальном времени.

## Приобретения
- Частичная покупка SofaWare Technologies, январь 2002.
- Zone Labs, создатель персонального программного файрволла ZoneAlarm, в 2003 году за 205 млн долларов наличными и акциями.
- Protect Data, за 586 млн долларов в 2006 году. Незадолго до этого компания Protect Data приобрела компанию Reflex Software.
- NFR security, разработчик систем предотвращения вторжений (IPS) за 20 млн долларов в 2006 году
- Подразделение Nokia Security Appliances, апрель 2009 года.
- Liquid Machines, разработчик ERM решения, июнь 2010 года.
- Dynasec, декабрь 2011
- HyperWise за 80 млн долларов, 2015
- Lacoon за 100 млн долларов, 2015
- Protego за 40 млн долларов, декабрь 2019
- Av Anan (עב ענן) за 300 млн долларов в августе 2021
- Spectral за 60 млн долларов в феврале 2022
- Perimiter 81 (פרימיטר 81) за 490 млн долларов в августе 2023
- Cyberint за 200 млн долларов, август 2024

В 2005 году была неудачная попытка приобрести Sourcefire, разработчика IPS, за 225 млн долларов.

## Сертификация специалистов
Система подготовки и сертификации персонала от Check Point включает следующие варианты:
- CPCS — Check Point Certified Specialist (более не вручается)
- CCSA — Check Point Certified Security Administrator
- CCSE — Check Point Certified Security Expert
- CCSE+ — Check Point Certified Security Expert Plus (более не вручается, см. CCSM)
- CCMSE — Check Point Certified Managed Security Expert
- CCMA — Check Point Certified Master Architect (более не вручается)
- CCSM — Check Point Certified Security Master